# 莫拉維亞縣

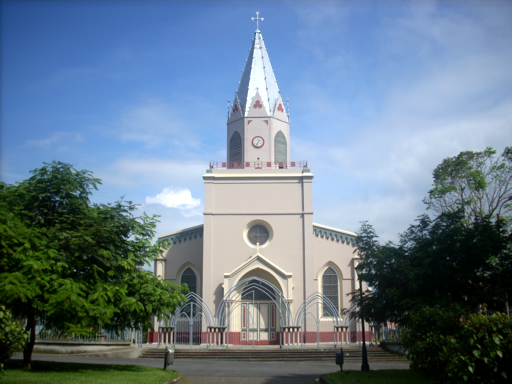

10°0′46″N 84°1′20″W / 10.01278°N 84.02222°W
莫拉維亞縣（西班牙語：Cantón de Moravia），是哥斯達黎加的縣份，位於該國中部，由聖何塞省負責管轄，首府設於聖文森，始建於1914年8月1日，面積28.62平方公里，海拔高度1,396米，2011年人口56,919人，人口密度每平方公里1,988.78人。